# März 1995
Portal Geschichte | Portal Biografien | Aktuelle Ereignisse | Jahreskalender | Tagesartikel

◄ |
19. Jahrhundert |
20. Jahrhundert
| 21. Jahrhundert

◄ |
1960er |
1970er |
1980er |
1990er
| 2000er | 2010er | 2020er | ►

◄ |
1991 |
1992 |
1993 |
1994 |
1995
| 1996 | 1997 | 1998 | 1999 | ►

◄ |
Dezember 1994 |
Januar 1995 |
Februar 1995 |
März 1995 |
April 1995 |
Mai 1995 |
Juni 1995 |
►
Dieser Artikel behandelt aktuelle Nachrichten und Ereignisse im März 1995.

## Tagesgeschehen

### Mittwoch, 1. März 1995
- Los Angeles/Vereinigte Staaten: Bei den 37. Grammy Awards gewinnt die britische Rockband The Rolling Stones mit dem Album Voodoo Lounge, ihrem ersten Studioalbum nach fünfjähriger Pause, die Auszeichnung in der Kategorie Rock-Album des Jahres. Als Produzent des Werks erhält Don Was einen Grammy in der Kategorie „Nicht-klassischer Produzent des Jahres“.[1]
- Moskau/Russland: Der russische Journalist und Generaldirektor des Fernsehsenders ORT, Wladislaw Nikolajewitsch Listjew, wird vor seinem Haus ermordet. Weder Täter noch die Hintergründe können ermittelt werden.
- Warschau/Polen: Józef Oleksy wird Ministerpräsident von Polen.

### Montag, 6. März 1995

Politische Gliederung des Kaukasus, rosa=Russische Föderation

- Grosny/Russland: Die Russischen Streitkräfte vermelden in dem seit Dezember 1994 andauernden Krieg in Tschetschenien, dass sie inzwischen alle Teile des nördlich des Kaukasus-Gebirges gelegenen russischen Gliedstaats militärisch kontrollieren. Die Tschetschenen erklärten 1991 ihre staatliche Souveränität und erreichten seitdem de facto ein hohes Maß an politischer Autonomie.[2]

### Mittwoch, 8. März 1995
- Athen/Griechenland: Die Abgeordneten des Parlaments wählen den parteilosen Konstantinos Stefanopoulos zum neuen Präsidenten der Republik. Er ist Nachfolger von Konstantin Karamanlis von der Partei Neue Demokratie, welcher insgesamt 14 Jahre Ministerpräsident sowie zehn Jahre Präsident von Griechenland war und inzwischen 88 Jahre alt ist.[3]

### Sonntag, 12. März 1995
- Bern/Schweiz: Die Teilnehmer an der heutigen Volksabstimmung lehnen den Bundesbeschluss über die Volksinitiative „für eine umweltgerechte und leistungsfähige bäuerliche Landwirtschaft“ sowie Änderungen am Milchwirtschaftsbeschluss von 1988 und am Landwirtschaftsgesetz ab, sie befürworten hingegen die beabsichtigte Sanierung des Bundeshaushalts durch höhere Ausgabendisziplin.[4][5]
- Kopenhagen/Dänemark: Der Weltgipfel für soziale Entwicklung der Vereinten Nationen, an dem Staats- oder Regierungschefs aus mehr als 100 Ländern teilnahmen, endet mit einer „Kopenhagener Erklärung“, in der die Unterzeichner feststellen, dass wirtschaftliche Entwicklung, soziale Entwicklung und Umweltschutz voneinander abhängen und dass die Entwicklungen in einem der Bereiche die Entwicklungen in den anderen Bereichen verstärken.[6]

### Freitag, 17. März 1995
- Kiew, Simferopol/Ukraine: Das Parlament der Ukraine erklärt die Verfassung der zu circa 65 % von ethnischen Russen bevölkerten Halbinsel Krim für illegal und 200 Spezialkräfte der ukrainischen Polizei umstellen das dortige Parlament sowie den größten „pro-russischen“ Rundfunkveranstalter in Simferopol. Der nicht anerkannte regionale Präsident Juri Meschkow verfolgte seit über einem Jahr kompromisslos die 1992 proklamierte Autonomie der Halbinsel gegenüber der Regierung in Kiew und verliert mit den heutigen Ereignissen sein Präsidentenamt.[7][8]

### Samstag, 18. März 1995
- Frankfurt am Main/Deutschland: Ab diesem Wochenende bietet die Deutsche Bahn AG keine Schönes-Wochenende-Zeitkarten für Gruppen von mehr als fünf Personen mehr an. Die im Februar eingeführten Versionen für 50 und 100 Personen wurden so gut angenommen, dass es zu tumultartigen Szenen in Bahnhöfen und in den Zügen der Deutschen Bahn kam, die an manchen Orten zum Eingreifen der Bahnpolizei führten. Die Möglichkeit, an Wochenenden mit fünf Personen zum Gruppenpreis von 15 D-Mark per Bahn zu reisen, besteht weiterhin.[9][10]

### Sonntag, 19. März 1995
- Bormio/Italien: In der Gesamtwertung der Herren-Wettbewerbe des Alpinen Skiweltcups 1994/95 belegt der Italiener Alberto Tomba nach dem letzten Rennen Platz 1. Bei den Damen gewinnt wie im Vorjahr Vreni Schneider aus der Schweiz den Gesamt-Weltcup.[11][12]
- Carcassonne/Frankreich: Die Außenminister der Mitgliedstaaten der Europäischen Union bieten Russland einen Vertrag der Aggressionsfreiheit (englisch Nonaggression pact) mit dem Militärbündnis NATO an. Russland besteht darauf, dass die NATO keine Mitglieder des aufgelösten Militärbündnisses Warschauer Pakt aufnimmt, dies würde zu einem „neuen Graben“ führen.[13]

### Montag, 20. März 1995
- Tokio/Japan: Diverse Mitglieder der Ōmu-Shinrikyō-Sekte betreten mit dem chemischen Kampfstoff Sarin, in Plastiktüten versteckt, fünf verschiedene Züge der städtischen U-Bahn und setzen das Gas kurz nach 8.00 Uhr morgens frei. Durch den Anschlag sterben 13 Menschen und 50 weitere Personen werden schwer verletzt. Die Behörden gehen davon aus, dass Sektengründer Shōkō Asahara, der sich als Reinkarnation von Jesus Christus bezeichnet, den Auftrag zu dem koordinierten Verbrechen gab.[14]

### Samstag, 25. März 1995
- Vatikanstadt: In einem päpstlichen Rundschreiben an seine Untertanen positioniert sich das Oberhaupt der römisch-katholischen Kirche Johannes Paul II. gegen Schwangerschaftsabbrüche. Wörtlich heißt es in der Enzyklika Evangelium vitae (deutsch Evangelium des Lebens), dass Jesus Christus den „Sinn des Lebens zur Vollendung gebracht“ habe, als sein Tod am Kreuz das „Evangelium des Lebens“ erfüllte. Daraus leite sich für Christen Verantwortung für das Leben ab, einschließlich des ungeborenen Lebens.[15][16]

### Sonntag, 26. März 1995
- Bonn/Deutschland: Die Inhalte der Schengener Abkommen von 1985 und 1990 über den Wegfall der Personenkontrollen an den Grenzen zwischen den EG-Mitgliedstaaten Belgien, Frankreich, Deutschland, Luxemburg und Niederlande werden ins Bundesrecht überführt. Damit ist freier Personenverkehr zwischen Deutschland und den genannten Staaten im Allgemeinen ein Bürgerrecht, allerdings können auf staatliche Initiative hin noch immer Personenkontrollen für „EG-Bürger“ stattfinden. Neben den genannten Staaten sind mit dem heutigen Tag zusätzlich Portugal und Spanien „Vollanwenderstaaten“ der Abkommen.[17][18]
- DuPage County/Vereinigte Staaten: Der Ringbeschleuniger Advanced Photon Source (deutsch Hochentwickelte Photonenquelle) des Argonne National Laboratorys in Illinois ist fünf Jahre nach dem Beginn der Bauarbeiten betriebsbereit, nachdem heute die Erzeugung von Synchrotronstrahlung gelingt.[19]
- Kaiserslautern/Deutschland: Die deutsche Fußballnationalmannschaft der Frauen wird bei der 6. Europameisterschaft durch ein 3:2 im Finale gegen Schweden zum dritten Mal Europameister.[20]

### Montag, 27. März 1995

Oscar für den besten Film des Jahres 1994

- Los Angeles/Vereinigte Staaten: Bei den 67. Academy Awards der Filmbranche wird der Film Forrest Gump des amerikanischen Regisseurs Robert Zemeckis als bestes Werk des vergangenen Jahres prämiert. Der 1957 in Frankfurt am Main geborene Hans Zimmer erhält in der Kategorie „Beste Filmmusik“ für seinen Beitrag zum Film Der König der Löwen seinen zweiten Oscar.[21]

### Freitag, 31. März 1995

Logo der Konsum Österreich

- Bonn/Deutschland: Die erste Handwerkszählung seit 1977 ergibt die Zahl von bundesweit 563.200 selbständigen Unternehmen, die in eine Handwerksrolle eingetragen sind. Nebenerwerbsunternehmen zählen nicht darunter. Den größten Erlös erzielt das Baugewerbe mit insgesamt 341,8 Milliarden D-Mark pro Jahr.[22]
- Wien/Österreich: Die Konsumgenossenschaft Konsum Österreich ist zahlungsunfähig und beantragt beim Handelsgericht den Ausgleich mit ihren Kreditoren.[23]